# 文化科学研究科
文化科学研究科（ぶんかかがくけんきゅうか）は、人文科学・社会科学の諸科学分野にまたがる領域を研究対象とする大学院の研究科の一つである。研究対象領域が幅広く、教養系、実務系ともに含まれている。文化科学は元々自然科学に対置される学問分野を指したが、大学院によっては自然科学を含める場合もある。
日本の大学では、埼玉大学が教養学部を母体に1977年に文化科学研究科（修士課程）を設置したのが最初とされる。教養学部の一学部のみで構成される放送大学も、2001年にこの研究科のみの修士課程を設置し、2014年に同博士課程を設置した。学部をもたない大学院大学では、総合研究大学院大学が文化科学研究科を設置していた（2023年4月からは先端学術院先端学術専攻20コースの一部に改組）。
修了時に取得する学位記（学位名）は、修士（学術）、博士（学術）などだが、大学、専攻により異なる場合がある。たとえば、放送大学大学院では前記の通りだが、埼玉大学大学院では修士（文化科学）と博士（学術）を授与していた（2015年に人文社会科学研究科に改組）。博士課程（博士後期課程）のみを置く総合研究大学院大学の場合、研究テーマによって博士（学術）と博士（文学）のいずれかとなっていた。

## 設置大学
- 放送大学（修士課程、博士後期課程）

### かつて設置していた大学
- 埼玉大学（修士課程、博士課程）
  - 上述の通り、2015年に人文社会科学研究科に改組。
- 総合研究大学院大学（博士課程）
  - 上述の通り、2023年に大学院全体を1専攻20コースに改組したことに伴い、その一部のコースになった。
- 岡山大学（博士前期課程、博士後期課程）
  - 1993年に博士後期課程設置、2004年に修士課程3研究科を統合して博士前期課程設置。2006年にいずれも「社会文化科学研究科」に改称。[10]